# Timur Valer'evič Krjačko
| 6465 Zvezdotchet        | 3 marzo 1995      |
| 8561 Sikoruk            | 26 settembre 1995 |
| 8717 Richviktorov       | 26 settembre 1995 |
| 12413 Johnnyweir        | 26 settembre 1995 |
| 12414 Bure              | 26 settembre 1995 |
| 12421 Zhenya            | 16 ottobre 1995   |
| 14042 Agafonov          | 16 ottobre 1995   |
| 16711 Ka-Dar            | 26 settembre 1995 |
| 27849 Suyumbika         | 29 ottobre 1994   |
| 29345 Ivandanilov       | 22 febbraio 1995  |
| 48631 Hasantufan        | 26 settembre 1995 |
| 216888 Sankovich        | 2 novembre 2008   |
| 237265 Golobokov        | 28 novembre 2008  |
| 246789 Pattinson        | 24 febbraio 2009  |
| 256697 Nahapetov        | 6 gennaio 2008    |
| 263940 Malyshkina       | 20 aprile 2009    |
| 264077 Dluzhnevskaya    | 24 settembre 2009 |
| 264150 Dolops           | 10 novembre 2009  |
| 269485 Bisikalo         | 21 ottobre 2009   |
| 275215 Didiermarouani   | 23 novembre 2009  |
| 279119 Khamatova        | 19 luglio 2009    |
| 279226 Demisroussos     | 24 ottobre 2009   |
| 294595 Shingareva       | 6 gennaio 2008    |
| 296525 Milanovskiy      | 20 luglio 2009    |
| 296577 Arkhangelsk      | 11 settembre 2009 |
| 296638 Sergeibelov      | 23 settembre 2009 |
| 296753 Mustafamahmoud   | 19 ottobre 2009   |
| 296819 Artesian         | 17 novembre 2009  |
| 296905 Korochantsev     | 10 febbraio 2010  |
| 301553 Ninaglebova      | 13 aprile 2009    |
| 301794 Antoninkapustin  | 12 giugno 2010    |
| 305287 Olegyankov       | 6 gennaio 2008    |
| 306020 Kormilov         | 22 febbraio 2010  |
| 315493 Zimin            | 6 gennaio 2008    |
| 321046 Klushantsev      | 29 agosto 2008    |
| 321484 Marsaalam        | 17 settembre 2009 |
| 321577 Keanureeves      | 14 ottobre 2009   |
| 325436 Khlebov          | 26 luglio 2009    |
| 328563 Mosplanetarium   | 17 settembre 2009 |
| 343587 Mamuna           | 5 aprile 2010     |
| 346889 Rhiphonos        | 28 agosto 2009    |
| 350838 Gorelysheva      | 27 ottobre 2011   |
| 365250 Vladimirsurdin   | 26 luglio 2009    |
| 367633 Shargorodskij    | 11 novembre 2009  |
| 372578 Khromov          | 24 ottobre 2009   |
| 372626 IGEM             | 12 novembre 2009  |
| 375832 Yurijmedvedev    | 22 ottobre 2009   |
| 384282 Evgeniyegorov    | 28 agosto 2009    |
| 395148 Kurnin           | 10 febbraio 2010  |
| 400673 Vitapolunina     | 24 luglio 2009    |
| 406957 Kochetova        | 21 luglio 2009    |
| 407243 Krapivin         | 21 novembre 2009  |
| 528997 Tanakatakenori   | 20 aprile 2009    |
| 541508 Liucixin         | 27 agosto 2011    |
| 541575 Mikhailnazarov   | 28 settembre 2011 |
| 541631 Kirbulychev      | 21 settembre 2011 |
| 542084 Olegverkhodanov  | 12 luglio 2012    |
| 545560 Fersman          | 27 agosto 2011    |
| 545839 Hernánletelier   | 21 settembre 2011 |
| 545985 Galinaermolenko  | 3 novembre 2011   |
| 548263 Alexandertutov   | 19 marzo 2010     |
| 549418 Andreifesenko    | 23 settembre 2009 |
| 549648 Shirokov         | 27 agosto 2011    |
| 549706 Spbuni           | 21 settembre 2011 |
| 549873 Portsevskii      | 26 ottobre 2011   |
| 549996 Dmitriiguliutin  | 31 ottobre 2011   |
| 550525 Sigourneyweaver  | 12 luglio 2012    |
| 553035 Faikmusayev      | 10 gennaio 2011   |
| 562237 Chentsov         | 22 novembre 2011  |
| 564780 Igorkarachentsev | 25 ottobre 2011   |
| 565571 Shtol            | 24 novembre 2011  |
| 567329 Zinaida          | 24 settembre 2009 |
| 573731 Matsnev          | 23 settembre 2009 |
| 573759 Rocheva          | 17 settembre 2009 |
| 574742 Annatsybuleva    | 10 novembre 2010  |
| 577883 Yelenametyolkina | 30 agosto 2009    |
| 583729 Tejfel           | 21 ottobre 2011   |
| 583972 Rybnikov         | 22 ottobre 2011   |
| 584311 Pozhlakov        | 20 novembre 2011  |
| 590335 Mikhailkuzmin    | 3 novembre 2011   |
| 592170 Arkadyinin       | 24 novembre 2011  |
| 599019 Jerzymadej       | 29 agosto 2009    |
| 605499 Krupko           | 30 agosto 2011    |
| 633326 Allashapovalova  | 11 settembre 2009 |
| 633348 Shvartsman       | 17 settembre 2009 |
| 633570 Viktorzagainov   | 21 ottobre 2009   |
| 633909 Lazutkin         | 31 agosto 2010    |
| 634539 Kuvaev           | 28 ottobre 2011   |
| 649792 Sergejbondar     | 19 settembre 2011 |

Timur Valer'evič Krjačko, in russo Тимур Валерьевич Крячко? (1970), è un astronomo amatoriale russo.
Il Minor Planet Center gli accredita le scoperte di centoquattro asteroidi, effettuate tra il 1994 e il 2012 in parte in collaborazione con Stanislav Alexandrovič Korotkij, Andrey Oreško e Boris Satovskij.
Ha iniziato la sua attività di osservazione di asteroidi e comete nel 1994 dopo aver avuto accesso all'astrografo da 40cm dell'Università di Kazan'. 
Gli è stato dedicato l'asteroide 269589 Kryachko.